# Grant Hanley
Grant Campbell Hanley (* 20. listopadu 1991 Dumfries) je skotský profesionální fotbalista, který hraje na pozici středního obránce za anglický klub Norwich City, jehož je kapitánem, a za skotský národní tým.

## Klubová kariéra

### Blackburn Rovers
Hanley se narodil ve skotském městě Dumfries. Prošel akademiemi Crewe Alexandry a Rangers předtím, než se v roce 2008 připojil k Blackburnu Rovers.
Svůj debut v Premier League si odbyl 9. května 2010, když nastoupil do utkání proti Aston Ville. 5. března 2011 vstřelil Hanley svůj první gól v dresu Rovers, a to při prohře 3:2 proti Fulhamu na Craven Cottage. 31. prosince 2011 vstřelil vítězný gól při výhře 3:2 nad Manchesterem United na Old Trafford. Hanley odehrál 28 zápasů v sezóně 2011/12, ale nedokázal odvrátit sestup Blackburnu do Championship.
V sezóně 2012/13 vytvořil stabilní stoperskou dvojici se Scottem Dannem a v létě 2013 podepsal nový pětiletý kontrakt.
Poté co Dann v lednu 2014 přestoupil do Crystal Palace, se Hanley stal novým kapitánem Blackburnu.

### Newcastle United
Dne 21. července 2016 přestoupil Hanley do Newcastlu United, který právě sestoupil do Championship, ve kterém podepsal pětiletou smlouvu. Byl mu přidělen dres s číslem 5, který před ním nosil Georginio Wijnaldum. V klubu debutoval 5. srpna, když odehrál celé utkání prvního kola proti Fulhamu. Svůj první gól v dresu Newcastlu vstřelil 13. září při vysoké výhře 6:0 nad Queens Park Rangers. V průběhu celé sezóny se nedokázal prosadit do stabilní základní sestavy, když v lize odehrál celkem pouhých 526 minut.

### Norwich City
Dne 30. srpna 2017 přestoupil Hanley do Norwiche City za částku okolo 4 milionů euro; v klubu podepsal čtyřletý kontrakt. Debutoval 9. září 2017, a to při výhře 1:0 nad Birminghamem City. Hanley se brzo dokázal probojovat do základní sestavy; vytvořil stabilní stoperskou trojici ve složení s Timmem Klosem a Christophem Zimmermannem. 17. března 2018 vstřelil Hanley svůj první gól v dresu Norwiche, který dal do sítě Readingu při výhře 3:2.
Na začátku sezóny 2018/19 se, v důsledku odchodu Russella Martina, stal Hanley novým klubovým kapitánem. I přesto, že kvůli zranění a příchodu Bena Godfreyho ztratil místo v základní sestavě, zůstal kapitánem a dovedl klub k postupu do Premier League. V posledním zápase sezóny přišel v 89. minutě na hřiště z lavičky náhradníků, aby po závěrečném hvizdu zdvihl trofej pro vítěže EFL Championship.
Hanley vstítil vlastní branku při prohře 4:1 proti Liverpoolu v 1. kole sezóny 2019/20, jednalo se o první gól celé soutěže v této sezóně. V sezóně odehrál 15 ligových zápasů a neodvrátil sestup Norwiche zpátky do Championship.
Na začátku sezóny s odchody Godfreyho a Kloseho a se zraněním Zimmermanna, vytvořil Hanley novou stoperskou dvojici s Benem Gibsonem. Norwichi se podařilo vyhrát EFL Championship podruhé během tří sezón.

## Reprezentační kariéra
Hanley byl poprvé povolán do skotské reprezentace 1. února 2011 na zápas proti Severnímu Irsku. Svůj reprezentační debut si odbyl 25. května 2011 v zápase proti Walesu. Svůj první reprezentační gól vstřelil v zápase kvalifikace na Mistrovství světa proti Walesu, a to 22. března 2013 na Hampden Park.
V květnu 2021 byl Hanley nominován na závěrečný turnaj Euro 2021. Nastoupil do všech tří zápasů základní skupiny proti České republice, Anglii a Chorvatsku.

## Statistiky

### Klubové
K 9. únoru 2022
| Klub             | Sezóna  | Liga           | Liga   | Liga | FA Cup | FA Cup | EFL Cup | EFL Cup | Celkem | Celkem |
| Klub             | Sezóna  | Liga           | Zápasy | Góly | Zápasy | Góly   | Zápasy  | Góly    | Zápasy | Góly   |
| ---------------- | ------- | -------------- | ------ | ---- | ------ | ------ | ------- | ------- | ------ | ------ |
| Blackburn Rovers | 2009/10 | Premier League | 1      | 0    | 0      | 0      | 0       | 0       | 1      | 0      |
| Blackburn Rovers | 2010/11 | Premier League | 7      | 1    | 2      | 0      | 0       | 0       | 9      | 1      |
| Blackburn Rovers | 2011/12 | Premier League | 23     | 1    | 1      | 0      | 4       | 0       | 28     | 1      |
| Blackburn Rovers | 2012/13 | Championship   | 39     | 2    | 5      | 1      | 1       | 0       | 45     | 3      |
| Blackburn Rovers | 2013/14 | Championship   | 38     | 1    | 2      | 0      | 0       | 0       | 40     | 1      |
| Blackburn Rovers | 2014/15 | Championship   | 31     | 1    | 0      | 0      | 0       | 0       | 31     | 1      |
| Blackburn Rovers | 2015/16 | Championship   | 44     | 2    | 2      | 0      | 0       | 0       | 46     | 2      |
| Blackburn Rovers | Celkem  | Celkem         | 183    | 8    | 12     | 1      | 5       | 0       | 200    | 9      |
| Newcastle United | 2016/17 | Championship   | 10     | 1    | 3      | 0      | 3       | 0       | 16     | 1      |
| Newcastle United | 2017/18 | Premier League | 0      | 0    | —      | —      | 1       | 0       | 1      | 0      |
| Newcastle United | Celkem  | Celkem         | 10     | 1    | 3      | 0      | 4       | 0       | 17     | 1      |
| Norwich City     | 2017/18 | Championship   | 32     | 1    | 2      | 0      | —       | —       | 34     | 1      |
| Norwich City     | 2018/19 | Championship   | 9      | 1    | 1      | 0      | 0       | 0       | 10     | 1      |
| Norwich City     | 2019/20 | Premier League | 15     | 0    | 3      | 1      | 0       | 0       | 18     | 1      |
| Norwich City     | 2020/21 | Championship   | 42     | 1    | 2      | 0      | 0       | 0       | 44     | 1      |
| Norwich City     | 2021/22 | Premier League | 19     | 1    | 2      | 0      | 1       | 0       | 22     | 1      |
| Norwich City     | Celkem  | Celkem         | 117    | 4    | 10     | 1      | 1       | 0       | 128    | 5      |
| Celkem           | Celkem  | Celkem         | 310    | 13   | 25     | 2      | 10      | 0       | 345    | 15     |

### Reprezentační
K 12. říjnu 2021
| Skotsko | Skotsko | Skotsko |
| Rok     | Zápasy  | Góly    |
| ------- | ------- | ------- |
| 2011    | 3       | 0       |
| 2012    | 1       | 0       |
| 2013    | 8       | 1       |
| 2014    | 5       | 0       |
| 2015    | 3       | 0       |
| 2016    | 7       | 0       |
| 2017    | 1       | 0       |
| 2018    | 1       | 0       |
| 2021    | 11      | 1       |
| Celkem  | 40      | 2       |

#### Reprezentační góly
Skóre a výsledky Skotska jsou vždy zapisovány jako první.
| Gól | Datum           | Místo                          | Soupeř   | Skóre | Výsledek | Soutěž                                |
| --- | --------------- | ------------------------------ | -------- | ----- | -------- | ------------------------------------- |
| 1.  | 22. března 2013 | Hampden Park, Glasgow, Skotsko | Wales    | 1:0   | 1:2      | Kvalifikace na Mistrovství světa 2014 |
| 2.  | 25. března 2021 | Hampden Park, Glasgow, Skotsko | Rakousko | 1:1   | 2:2      | Kvalifikace na Mistrovství světa 2022 |

## Ocenění

### Klubová

#### Newcastle United
- EFL Championship: 2016/17[31]

#### Norwich City
- EFL Championship: 2018/19,[32] 2020/21[33]

### Individuální
- Jedenáctka sezóny EFL Championship: 2020/21[34]